# هولزیونگا
هولزیونگا (انگلیسی: Holsljunga) یک مکان مسکونی در سوئد است که در بخش اسونیونا، شهرستان وسترا یوتلاند قرار دارد.